# Vårflod

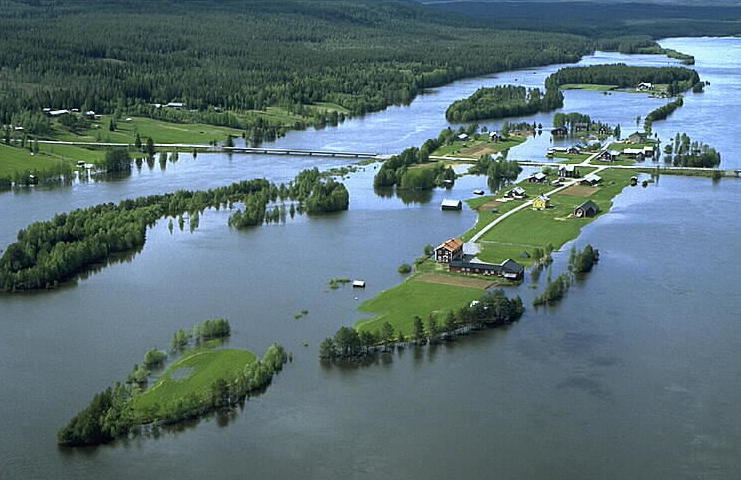
Vårfloden i Vindelälven var så kraftig i juni 1995 att delar av Vindelgransele hamnade under vatten.

Vårflod är ett fenomen som uppstår på våren när snön smälter. Ofta orsakas kraftiga vårfloder av stora snömängder som smälter snabbt i kombination med mycket nederbörd i form av regn. Den ökade mängden vatten gör att nivåerna stiger i sjöar och vattendrag. Dikningar har gjort att vårflodens topp nås snabbare och att den varar under en kortare period. Diken minskar markernas förmåga att hålla vatten. Vattenkraftverk och dammar kan jämna ut flöden över året vilket ger en störd hydrologi och vattenregim i vattendragen. Detta påverkar den biologiska mångfalden negativt.